# Escudo de Guerrero
El Escudo del estado de Guerrero  es el emblema heráldico que representa al estado mexicano de Guerrero.

## Historia
En el año de 1849 se erigió el estado de Guerrero; sin embargo, no se creó por ese entonces el escudo que lo representara. Ese vacío se cubriría muchos años después, cuando surgió la necesidad de emplearlo. 
Al paso del tiempo, en el gobierno del general Leyva Mancilla, se lanzó una convocatoria el 29 de abril de 1949 para seleccionar la mejor representación, en concurso, del diseño del escudo estatal. Se oficializó la adopción del escudo triunfador el 2 de agosto de 1949, con motivo de la celebración del primer centenario de la erección del estado; la disposición quedó contenida en el Decreto 20 publicado en el Periódico Oficial de la misma fecha con el número 31.
Durante el periodo del siguiente gobernador, licenciado Alejandro Gómez Maganda, el Congreso local derogó ese acuerdo, y el Ejecutivo lo dio a saber por medio del Periódico Oficial número 1 del 2 de enero de 1952, en el Decreto 41 fechado el 20 de diciembre de 1951, enterando que se adopta nuevamente al anterior escudo del caballero tigre, considerando el reciente descubrimiento en Ixcateopan de la tumba con los restos del emperador Cuauhtémoc y que ese diseño respondía a la idiosincrasia del pueblo guerrerense. Este escudo es el que sigue en vigor hasta la fecha.

## Descripción
En un escudo de boca ibérica, sobre un fondo azul, tenemos la figura enhiesta de un Caballero Jaguar que mantiene en su mano derecha en forma horizontal, una macana de color madera. Este mismo caballero tiene una rodela que ocupa un gran espacio, iniciándose el círculo desde el centro. La rodela tiene un ornato hecho con greca con fondos (de arriba abajo) de color rojo, verde, violeta y amarillo; a continuación partiendo de la base de la rodela hacia abajo, presenta nueve plumas abiertas en forma de abanico, de derecha a izquierda son de color amarillo oro, verde, blanco, roja, morada, amarilla, verde, morada y amarillo oro. 

### Adornos exteriores
Es un tocado con penacho compuesto por 11 plumas de distintos colores, que vistas de derecha a izquierda por su orden quedan así: amarillo, azul, amarillo, amarillo oro, roja, verde, azul, roja, verde, amarillo y verde.
Inmediatamente abajo del penacho, una cimera de color amarillo oro con una franja de color rojo, centrada horizontalmente y en el centro, partiendo de la base hacia arriba, una caña o acatl. Debajo de la cimera hay una figura curvada hacia arriba en dos extremos, símbolo de una flecha. Abajo de la cimera y posterior a la flecha, una línea horizontal armónica con dos ornatos simétricos y en el centro, una figura cónica en rojo. Este ornato es verde en la parte superior para hacer caer en el extremo una figura en pérgolas, que simulan listones que van cayendo para formar en la parte superior una curva, que al ascender, se encuentra con las figuras que como el listón anterior, mantienen la misma forma para hacer simetría. Estas son en color amarillo y van sobre una franja roja para encontrar otra más pequeña que hace curva en su parte inferior para luego subir rectamente, la cual es en color verde.

## Significado

### Figuras
- El penacho y la cimera, el poder.
- El escudo propiamente dicho, capa del señor con poder.
- El Caballero Jaguar es el exponente máximo de la jerarquía guerrera nahua (recuérdese que el ejército azteca se formaba principalmente de caballeros águila, caballeros jaguar y caballeros puma).
- Los colores son símbolos: el amarillo de los adornos en los grandes señores que usaban el oro; el rojo de la sangre, valor precioso que se entrega; el verde de los vegetales; el azul del cielo y el agua.
- Las manchas de la piel del jaguar son del cielo por la noche y simbólicas del señor de la noche que es Tezcatlipoca.

### Colores
- El amarillo, el oro (metal precioso para sus adornos jerárquicos y tributo para sus dioses).
- El rojo, la sangre de sus guerreros derramada, que en lides victoriosas ofrecían al sol.
- El verde, el color vital de sus bosques y árboles circundantes.
- El azul, el cielo y el agua.